# Cyrtodactylus seribuatensis
Cyrtodactylus seribuatensis es una especie de gecos de la familia Gekkonidae.

## Distribución geográfica yhábitat
Es endémica de Seribuat y otras islas del arco medio del archipiélago de Seribuat (Malasia Peninsular). Su rango altitudinal oscila entre 50 y 150 m s. n. m..